# Ядромино
Ядро́мино (ранее сельцо Едромино, Ерёмино) — деревня в составе сельского поселения Ядроминское Истринского района Московской области, на 75 километре Волоколамского шоссе. По имени деревни названо муниципальное образование, но Ядромино не является его административным центром. Население — 39 чел. (2010).

## История

### Дореволюционный период
Первые сведения о деревне относятся к 1525 году, когда она принадлежала Ивану Никитичу и Захарию Степановичу Лыковым. В писцовых книгах 1584—1586 годов упоминается пустошь Ядримово. В 1623 году деревня числилась за князем Андреем Романовичем Тюменским. В XVIII веке деревней поочерёдно владели стольник Герасим Алексеевич Мансуров, дьяк Иван Михайлович Гаментов, секунд-майор Василий Алексеевич Лопухин. В 1800 году сельцо Ядромино принадлежало князю Василию Петровичу Шаховскому, затем Николаю Александровичу Рукину. Перед революцией в сельце было совместное владение мещан Ивана Александровича Медведева и Семёна Петровича Носова.
В справочнике межевания 1766—1770 годов указано, что Едромино, сельцо Московского уезда, владение секунд майора Василия Алексеевича Лопухина, сына личного стольника Петра Великого Алексея Андреевича Лопухина, межевал в мае 1769 года Кочуков. Пашня 85 десятин 1420 саженей, лес 58 десятин 565 саженей, сенной покос 8 десятин 46 саженей, селение 3 десятины 1312 саженей, большая дорога 11 десятин, дороги 1 десятина 375 саженей, речки 1600 саженей, всего 167 десятин 2318 саженей, 47 человек.
В Справочной книжке Московской губернии 1890 года указано, что сельцо Ядромино в конце XIX века было одним из крупнейших населённых пунктов Васильевской волости Рузского уезда Московской губернии с 206 чел. населения. В сельце Ядромино было училище воспитательного дома. В училище воспитательного дома в сельце Ядромино в 1890 году учителем был Никита Анисимович Десятов.

### Великая Отечественная война
В 1941 году в районе деревни Ядромино велись активные боевые действия в ходе Битвы за Москву.
Особенно ожесточённые бои проходили 19—21 ноября 1941 года, когда в районе деревни Ядромино погибло более 36 бойцов 18-й стрелковой дивизии Красной армии, державшей оборону.
С утра 22 ноября продолжались ожесточенные бои. Враг бросил на участок, где оборонялась дивизия, части своих 10-й танковой дивизии, мотодивизии СС «Рейх», 252-й и 87-й пехотных дивизий. Бои, продолжавшиеся до 25 ноября, носили исключительно напряжённый, ожесточённый характер, многие пункты и рубежи на участке дивизии переходили из рук в руки по нескольку раз. Почти каждая атака войск вермахта заканчивалась рукопашной схваткой, из которой части и подразделения РККА в большинстве случаев выходили победителями, отбрасывая врага в исходное положение. Борьба была настолько упорной, что имели место случаи, когда все защитники того или иного пункта, рубежа гибли до последнего человека, но не оставляли позиций.
18-я стрелковая дивизия утром 24 ноября получила распоряжение штаба армии начать отход и к рассвету 25 ноября организовать оборону по восточному берегу Истры на участке Скориково, Никулино.
Ядромино было освобождено 16 декабря 1941 года силами временного соединения (оперативной группой) 16-й армии, в которую в тот момент входили 1-я гвардейская танковая бригада, 40-я и 50-я отдельные стрелковые бригады (командиры В. Ф. Самойленко, Латышев) и 17-я танковая бригада (командир Н. А. Чернояров). В те дни стояли 30 градусные морозы, лежал глубокий снег.
Таким образом, Ядромино находилось в тылу врага 22 дня (с 25 ноября по 16 декабря 1941 года).

## Изменение административной принадлежности

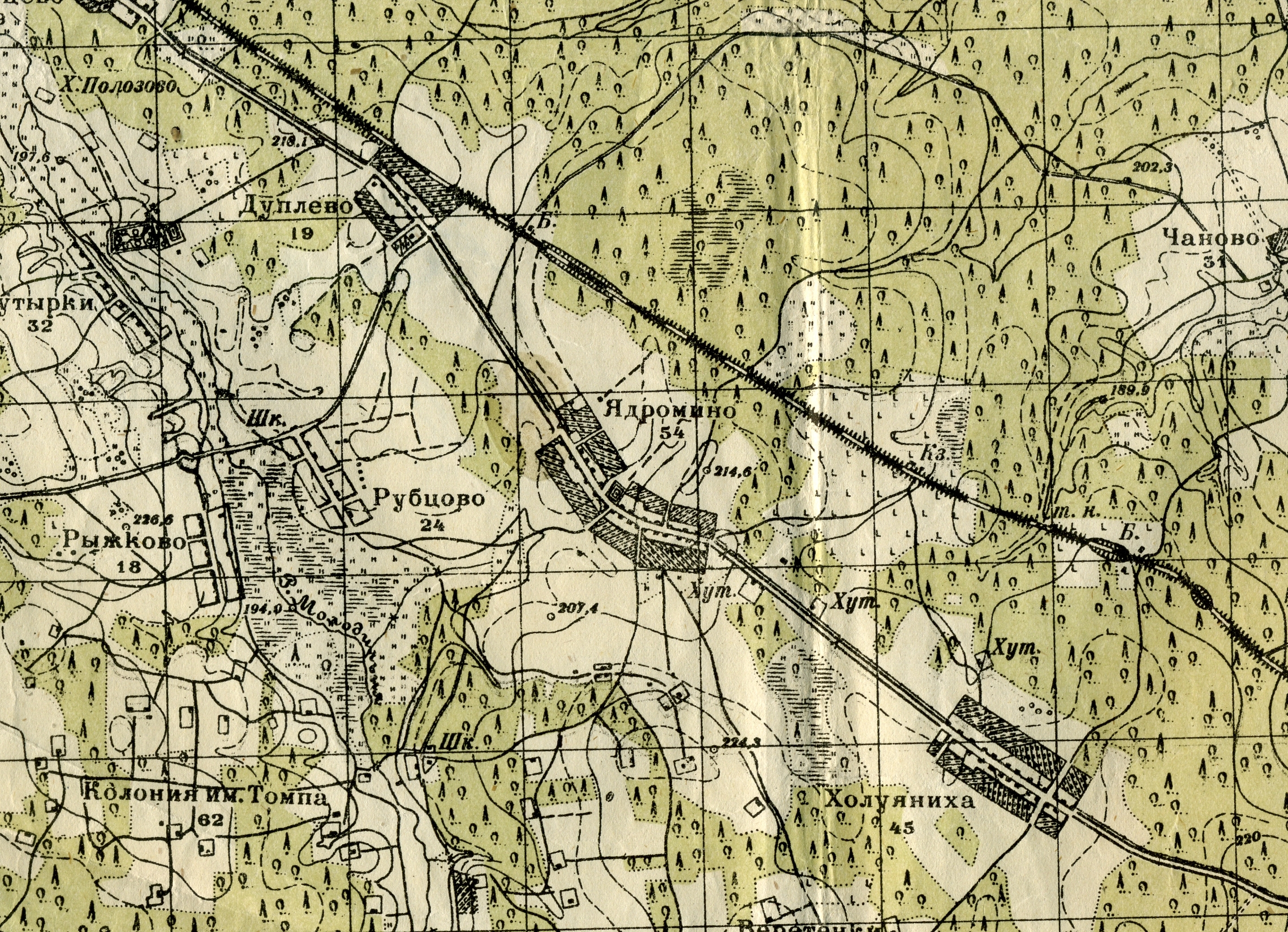
Деревня Ядромино на топографической карте 1928 года

Ядромино в разное время входило в различные административные единицы Московской области и Московской губернии :
- в XVIII веке — населённый пункт Сурожского стана Воскресенского уезда;
- в XIX веке — населённый пункт Васильевской волости Рузского уезда;
- в XXI веке — населённый пункт Истринского района.

## Население
| 2002 | 2006 | 2010 |
| ---- | ---- | ---- |
| 45   | ↘0   | ↗39  |

Деревня относилась к приходу церкви Рождества Богородицы в селе Савельево.
По данным переписей населения начала XXI века, в деревне нет зарегистрированных жителей. В XXI веке дома используются владельцами как дачи и садовые участки, для деревни характерна сезонная миграция населения. В летние месяцы в деревне и близлежащих садовых товариществах проживают дачники.
О количестве жителей в летние месяцы можно судить по общему количеству домовладений. По данным Публичной кадастровой карты Росреестра в деревне Ядромино прошли межевание около 40 участков, что составляет 50 % всех существующих участков. С учётом садовых товариществ общее количество участков в районе деревни Ядромино составляет 1200 владений. В 2010—2012 годах в районе деревни активно велось коттеджное строительство и проживало 200 гастарбайтеров на постоянной основе.

## Экономика и инфраструктура
В 1950-х годах в окрестностях деревни Ядромино началось дачное строительство в садовых товариществах. Для удобства возросшего потока населения была открыта железнодорожная платформа, которая получила название Ядрошино. В 2012 году в окрестностях 13 садовых товариществ (крупнейшие СТ «Минтрансстроевец-2» и СТ «Ново-Петровское»), три дачных некоммерческих партнёрства, детский оздоровительный лагерь «Юный Строитель» имени Н. А. Злобина. Южнее деревни с 2009 года идёт застройка коттеджного посёлка «Лесная рапсодия».
В деревне Ядромино действуют продовольственный магазин и небольшой строительный рынок. По данным налоговых органов в деревне Ядромино по состоянию на июнь 2012 года зарегистрировано 20 юридических лиц: 8 некоммерческих партнёрств и 12 садовых товариществ. Подавляющее большинство предприятий относятся к отрасли управления жилым и нежилым фондом.

## Интересные факты
- Наименование села в литературе и на картах изменяется с течением времени, встречаются ошибки и разночтения. В различных источниках отмечены названия: Ядримова, Ядримово, Ерёмино, Едронино, Едромино, Ядромина, Ядромино, а платформа в результате ошибки имеет название Ядрошино.
- Известный шоумен и священник Иван Охлобыстин в августе 2009 года упоминал в своем блоге деревню Ядромино. Автор пишет о романтическом рассказе «Легенда деревни Ядромино», который придумала и записала его дочь Анфиса.[18]
- В Ядромино существовала кирпичная шатровая часовня в русском стиле, построенная по проекту 1899. Была приписана к православной церкви в Савельево. Разрушена в середине XX века[19]. По данным краеведов, часовня находилась у дороги, в месте, где в настоящее время располагаются дома № 25 и № 27. Жители этих домов находили на своих участках красные кирпичи. Рядом была найдена куча осколков из битых кирпичей.[20]
- В 1659 году в деревне Ядромино ночевало датское посольство во главе с Гансом Ольделандом, возвращавшееся из Москвы от царя Алексея Михайловича.[21]
- Компьютерная игра «Вторая мировая» включает две битвы (боя) в районе деревни Ядромино: 22 ноября 1941 года «Стальной щит» и 16 декабря 1941 года «Фланговый удар».[22]